# Havok (engine)
Havok je herní engine, který vyvíjí irská společnost Havok. Havok Physics je multiplatformním enginem.
Engine byl poprvé představen na Game Developers Conference v roce 2000 a je použit ve více než 400 titulech.
Vlastníkem společnosti i engine je Microsoft.